# Rodela

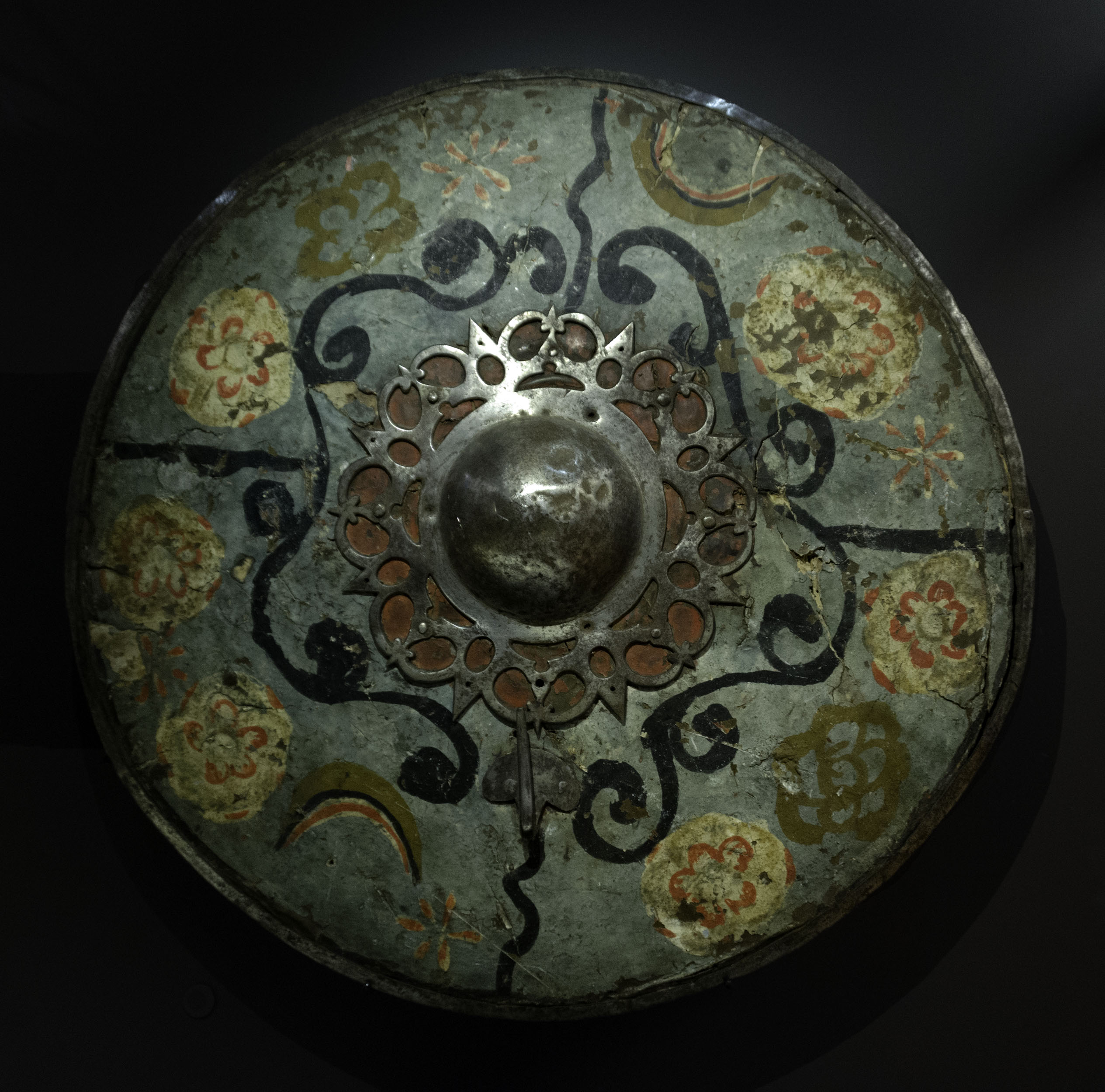
Rodela

La rodela es un escudo lenticular embrazado (fijación al brazo por correas y un asa) de entre 50-60 cm de diámetro. Propio de infantes en formación o, también, para duelos.
Su uso a través del tiempo es constante: desde la Edad Antigua (ejército romano y contemporáneos) hasta la Edad Moderna (siglo XVII). Generalizado entre los infantes del norte de Italia en el siglo XV, se utilizaba sobre todo para luchar con espada (cualquier tipología ligera, incluyendo  la espada de punta y corte - en inglés, Sidesword).
Están construidas en madera de 0,5 cm (más el entelado) o en acero de 1 mm nervado o con refuerzos de 1,5 mm. Su peso ronda el kilo. Como anécdota, en el siglo XVII se fabricaron rodelas antibalas (de 5 kg de peso) y rodelas de cañones (rodelas con pistolas incrustadas), etc. [cita requerida]
Etimológicamente, esta palabra llega al idioma español tomada del provenzal (rodella).